# Hundwil
Hundwil es una comuna suiza del cantón de Appenzell Rodas Exteriores, antigua capital del extinto distrito Hinterland. Limita al norte con las comunas de Herisau y Stein, al este con Schlatt-Haslen (AI), Gonten (AI) y Schwende (AI), al sur con Wildhaus-Alt St. Johann (SG) y Nesslau-Krummenau (SG), y al oeste con Urnäsch y Waldstatt.
Hundwil se encuentra en el camino entre las dos capitales cantonales de los Appenzelles. El municipio tiene además varias estaciones de esquí, la más representativa siendo el Hundwiler Höhi a 1350 m s. n. m. La Säntis, es la montaña más conocida de la zona se eleva a 2502 m y es la número trece en la cordillera de los Alpes.

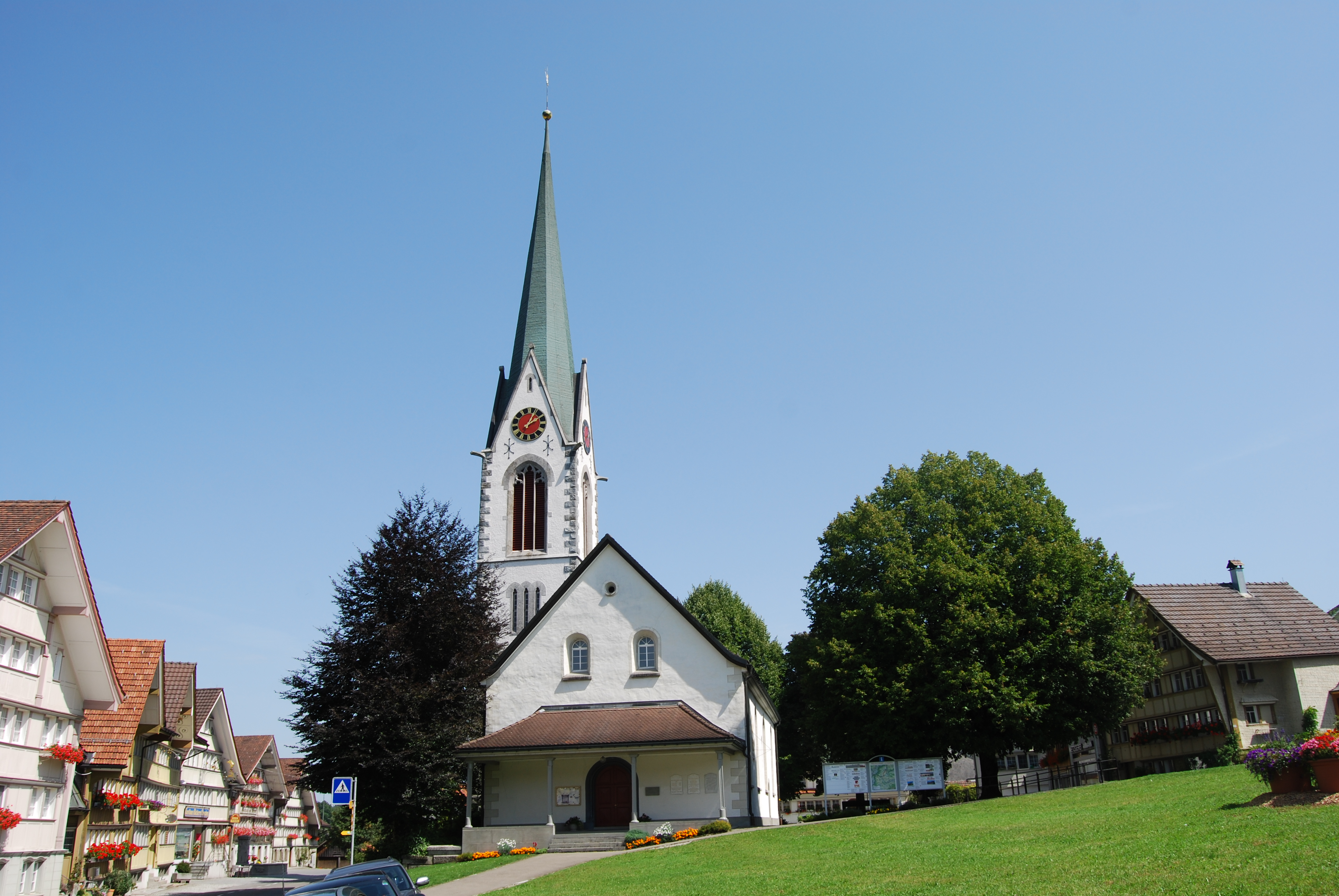
Hundwil